# 2017년 중국 대홍수
2017년 중국 대홍수(2017年中国大洪水, 2017 China floods)는 2017년 6월 22일부터 7월 사이에 걸쳐 중화인민공화국의 중남부 일원을 중심으로 대규모 홍수가 발생된 사건을 가리킨다. 그러나 이 사건의 여파에 따른 피해 지역을 살펴보면, 광둥성, 광시 좡족 자치구, 후난성, 허베이성, 장시성, 장쑤성, 안후이성, 저장성, 허난성, 산둥성 등이 있으며, 특히 후난성이 가장 심각한 피해를 입은 지역으로 알려져 왔다. 그래서 중국 대륙 전 지역에 걸쳐 60여개의 하천들을 중심으로 경계 수위가 초과되면서, 홍수로 인한 사망자 역시 203명에 이르고 있었으며, 피해액 역시 약 57억 USD(약 6.7조원 내외)으로 추산된 것으로 나와 있다.

## 개요
중국 대홍수 당시 피해가 집중되어 있는 지역은 주로 중남부 일원을 중심으로 이룬 반면, 북부 지역인 베이징시, 톈진시 등지에서는 폭염으로 난리를 이루는 것으로 보아 극명을 달리한 것으로 나타났다. 더군다나 후난성의 6월 평균 강우량이 1951년 기상 기록이 개시된 이래 최고치를 기록하였고, 14개 지역에서 403만명의 이재민이 생겨나는 것을 필두로 하여, 31만명의 시민들 및 거주자 역시 긴급 대피한 상태였다. 또한 장시성에서는 지난 10일간 홍수로 7명이 숨지고 2명이 실종됐으며 44만명의 이재민이 발생된 것으로 추산되었다. 따라서, 인명피해 규모를 보면 인천광역시와 수원시를 합친 인구에 맞먹는 수준에 이르고 있는 이재민의 발생 외에도 아이슬란드의 전체 인구에 해당되는 피해 지역에 속한 시민 및 거주자들이 일제히 대피한 셈이다.

## 같이 보기
- 2020년 중국 홍수